# Spheciospongia albida
Spheciospongia albida är en svampdjursart som först beskrevs av Carter 1886.  Spheciospongia albida ingår i släktet Spheciospongia och familjen borrsvampar.
Artens utbredningsområde är Sydaustralien. Inga underarter finns listade i Catalogue of Life.